# フルールノンノン
有限会社フルールノン・ノン（fleur non non）は、主にテレビ番組で使用される装飾用オブジェ・装飾用造花・生花の製作・販売する会社。

## 会社データ
- 本社
- 〒152-0003 東京都目黒区碑文谷五丁目25番6号
- 1976（昭和51）年4月14日
- 代表取締役：池田博喬

## 取引先会社
放送局
- テレビ朝日

テレビ美術会社
- テレビ朝日クリエイト
- NHKアート
- テレビ東京アート
- サンク・アール

電飾
- コマデン
- テルミック

照明
- 共立映像

大道具
- 俳優座劇場

## 所属スタッフ
フラワーデザイン部
- 長野敦子
- 宇都宮沙織

フラワー・オブジェ装飾部
- 神保金司
- 宮田希望

アブスト製作部
- 中尾信行
- 川本貴史
- 梶野明弘
- 春田真衣